# Montagne de Bueren

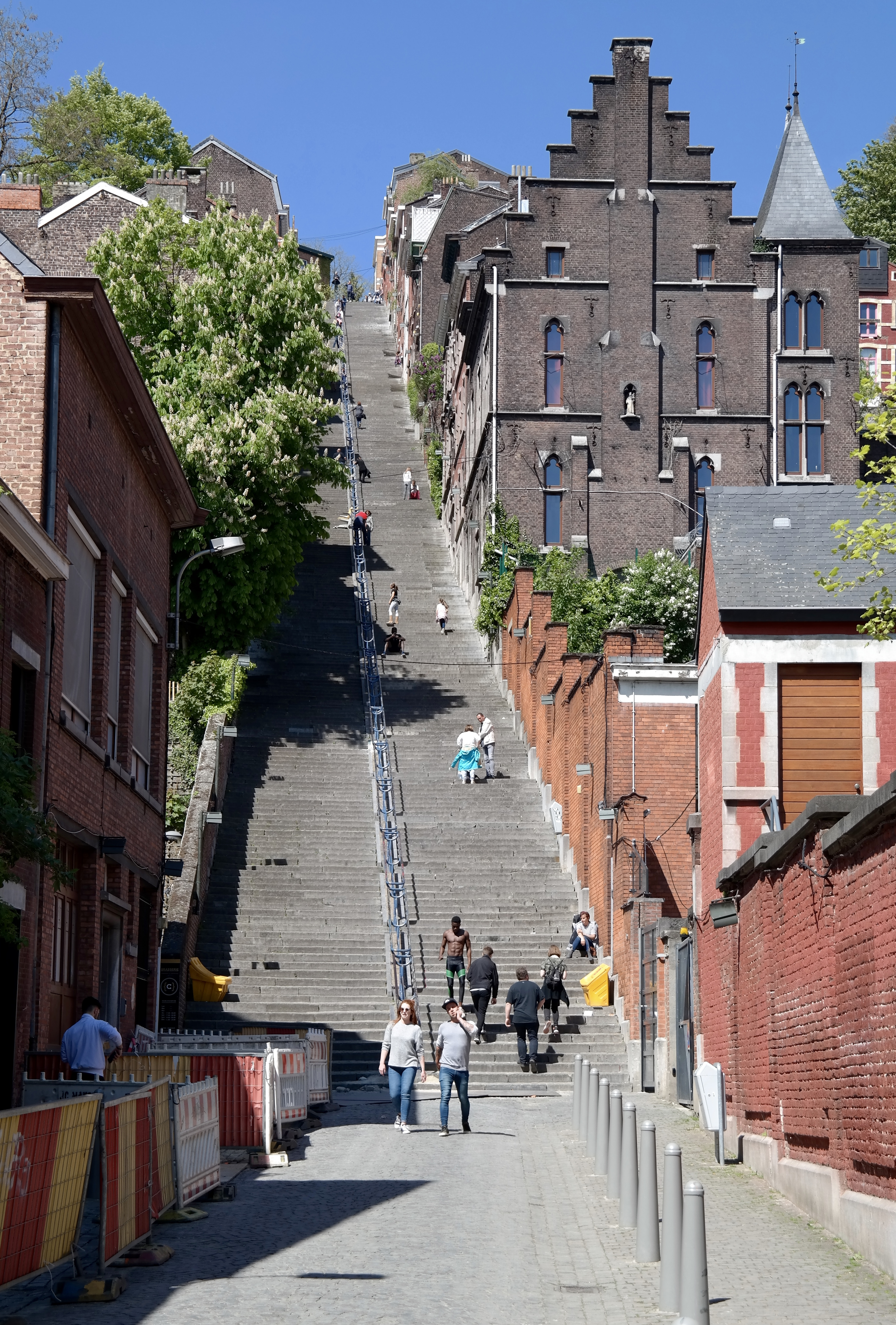
Montagne de Bueren

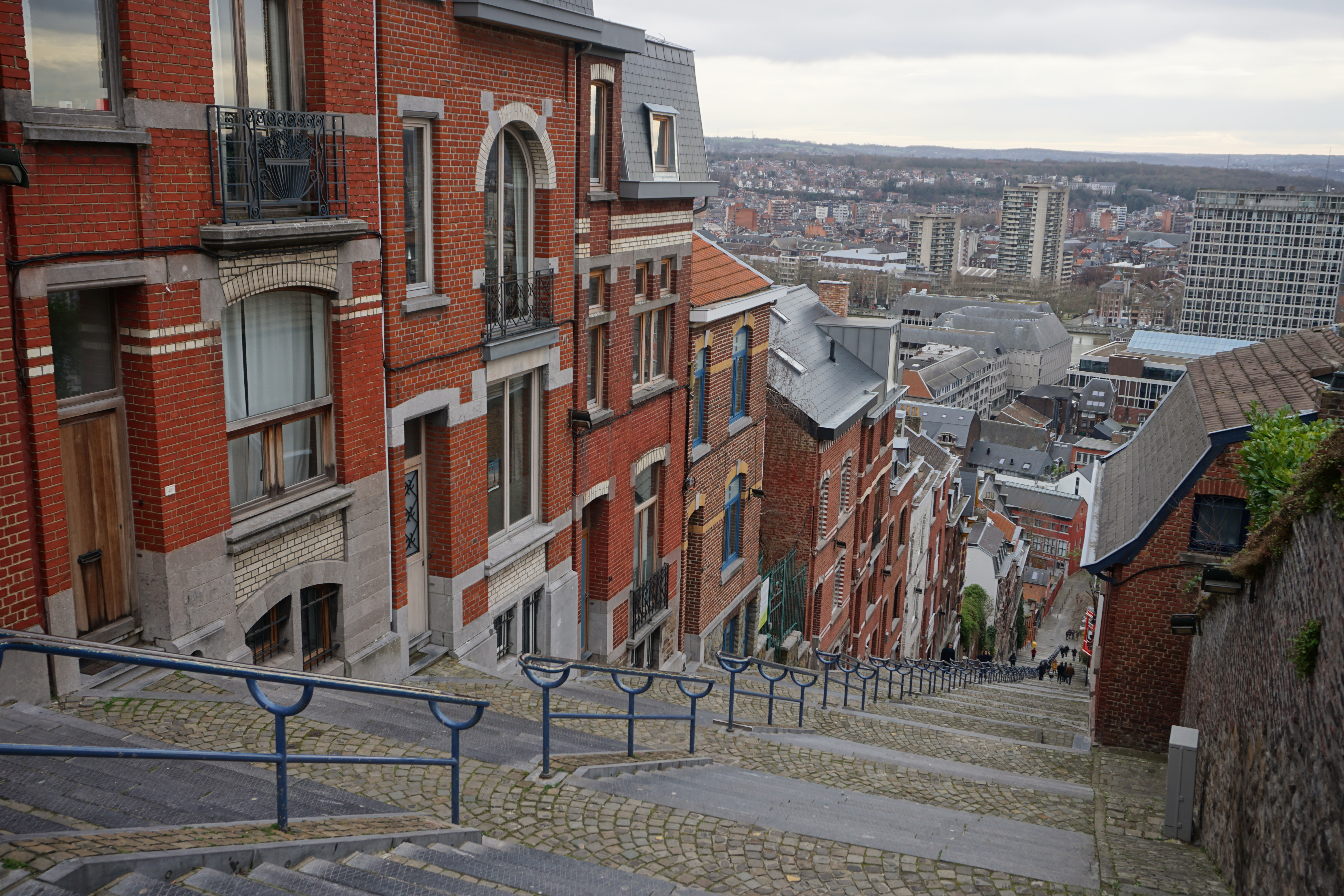
Häuserzeile im oberen Bereich der Treppe

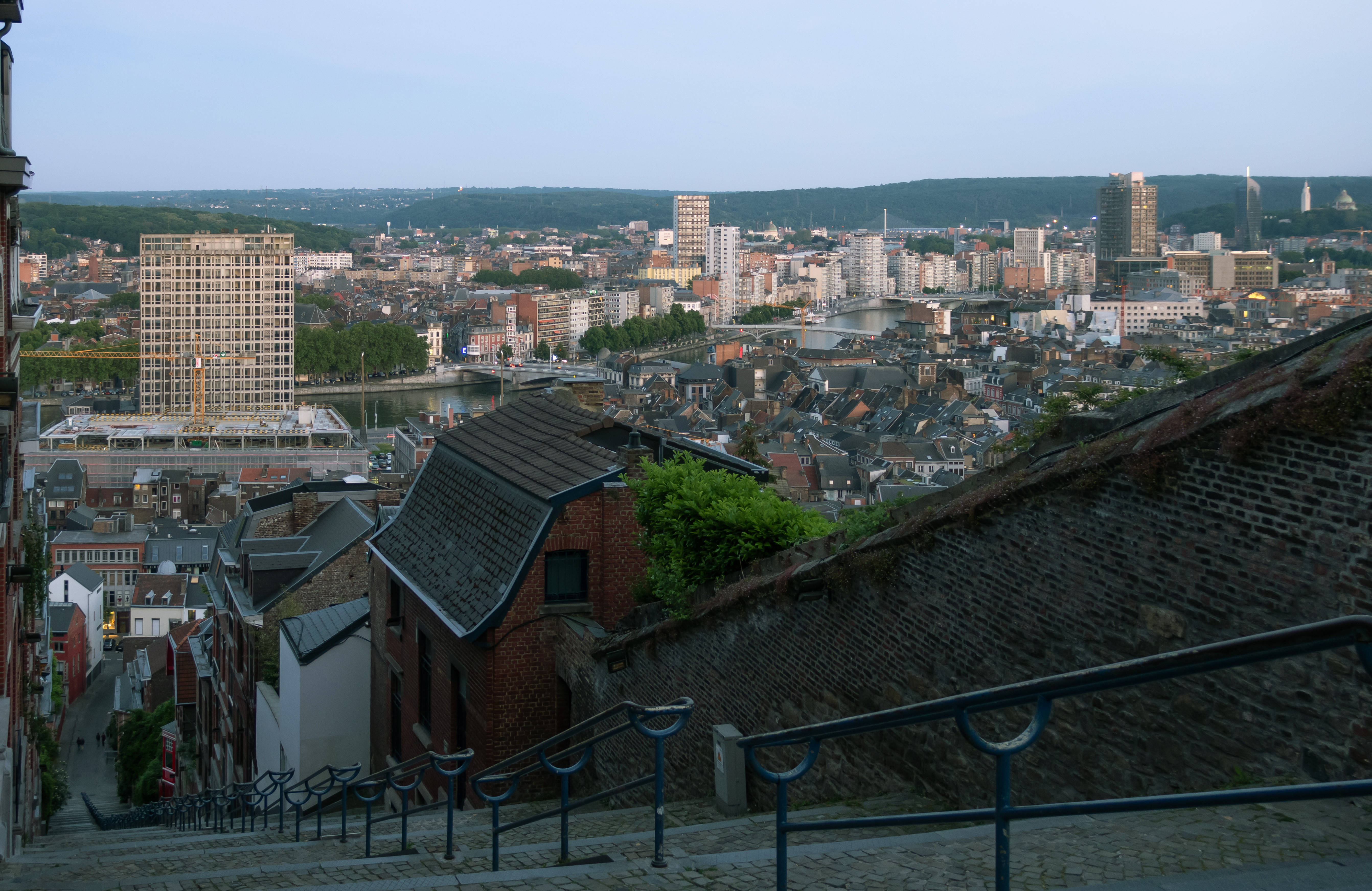
Aussicht von der Treppe

Die Montagne de Bueren, zu deutsch Bueren-Berg oder auch Bueren-Treppe, ist eine Treppe im belgischen Lüttich. Sie führt bei einer Gesamtlänge von 260 Metern und einem Höhenunterschied von 67 Metern von der Altstadt zu den höher gelegenen Wohnvierteln und hat dabei je nach Abschnitt eine Steigung von 28 bis 30 Prozent. Mit insgesamt 374 Stufen ist die Montagne de Bueren, nach der Treppe zur Zitadelle von Dinant mit 34 Stufen mehr, die zweitgrößte Treppe Belgiens und gilt als eine Touristenattraktion der Stadt.
Die Treppe wurde Ende des 19. Jahrhunderts errichtet, um Soldaten von der Lütticher Zitadelle, die wenige hundert Meter über dem Ende der Treppe liegt, einen schnellen Zugang zur Innenstadt zu ermöglichen. Die Treppe erhielt den Namen von Vincent de Bueren, der Lüttich bei einem Angriff des Herzogs von Burgund, Karl dem Kühnen, im 15. Jahrhundert verteidigte und würdigt die Leben von 600 Soldaten, die während des Kampfes getötet wurden.
Entsprechend dem Aufstieg zur Spitze des Mount Everest ging der Belgier Louis-Philippe Loncke im Juli 2020 die Treppe 135 Mal hoch und runter, wofür er insgesamt drei Tage benötigte. Damit wollte er während der COVID-19-Pandemie darauf aufmerksam machen, dass Menschen auch in ihrer Heimat körperliche Herausforderungen finden könnten.